# دوفروغ‌ها
دوفروغ‌ها (نام علمی: Diplophos) نام یک سرده از تیره گوشه‌دهانان است.